# Eva Borovičková
Eva Borovičková (* Hodonín) je česká divadelní herečka. Studovala Vyšší odbornou školu hereckou v Praze. Působila v Pidivadle, v Městském divadle Zlín, v Divadle Do houslí a v současnosti je v angažmá Divadla Polárka.

## Soupis odehraných představení a rolí (výběr)

### Pidivadlo
- Rukojmí
- Chladné srdce

### Městské divadlo Zlín
- Škola základ života
- Černá komedie
- Na flámu
- Čučudejské pohádky
- Ženitba
- Jak šlo vejce na vandr
- Rok na vsi

### Divadlo Do houslí
- Když se zhasne, režie Roman Vencl

### Divadlo Polárka
- Moravský Budulínek, režie Zoja Mikotová (babička)
- Dlouhý, Široký a Bystrozraký režie: Michal Sopuch
- Petr Pan, režie: Simona Nyitrayová (paní Lavísková, Černá brada)
- Letní den, režie: Václav Vítek (Dáma)
- Pět báječných strýčků, režie: Michal Sopuch (babička, čert)
- Kdo zachrání Izabelu, režie: Michal Bumbálek